# Mars et Vénus jouent aux échecs
Mars et Vénus jouent aux échecs (italien : Marte e Venere giocano a scacchi) est un tableau du peintre italien Alessandro Varotari, également appelé Il Padovanino. Il est connu pour son interprétation inhabituelle du mythe antique de Mars et Vénus.

## Le mythe antique à la base de l'intrigue du tableau
Le récit du chant VIII de l'Odyssée d'Homère est complété par le dialogue de Lucien de Samosate Le Rêve ou le coq, par Les Mythes de Caius Julius Hyginus et par le Livre IV des Métamorphoses d'Ovide.
Aphrodite (Vénus) trompe son mari Héphaïstos (Vulcain) avec le dieu de la guerre Arès (Mars). Craignant que l'un des dieux ne les voie ensemble, Arès (Mars) prévient Alectryon de se tenir sur ses gardes. Il lui ordonne de se réveiller avant le lever du soleil, parce qu'il ne veut pas que les caresses d'adieu des amants soient vues par Apollon, qui vient avec la lumière du jour.
Mais Alectryon s'endort quand Apollon, le dieu de la lumière, s'en vient sur son char. Il aperçoit Aphrodite (Vénus) dans les bras d'Arès (Mars). Apollon se rend chez Héphaïstos (Vulcain), à qui il raconte ce qu'il a vu. Héphaistos (Vulcain) « aussitôt, <il> cisèle dans le bronze de fines chaînes, des filets et des lacets imperceptibles à l'œil », qu'il attache discrètement au pied du lit, et qui sont suspendus au plafond, puis il annonce à sa femme qu'il se rend sur l'île de Lemnos. Aphrodite (Vénus) transmet cette annonce à Arès (Mars), qui s'empresse de venir à elle. Au matin, les amoureux constatent que les lacets et les chaînes de bronze se sont entortillés au pied du lit. Héphaïstos apparaît accompagné de plusieurs dieux pour fixer le sort des coupables. Il s'ensuit que (Mars) ne garde ensuite sa liberté que grâce à l'intervention de Poséidon (Neptune), qui promet au mari trompé Héphaïstos (Vulcain) de faire en sorte qu'Arès (Mars) paye une rançon. Aphrodite, quant à elle, retourne à Chypre.
Arès (Mars) jure de se venger d'Alectryon pour s'être endormi et il le transforme en coq faisant chaque matin l'annonce du lever du soleil.

## Sujet du tableau
Dans l'histoire de l'art, le sujet Vénus et Mars est connu sous deux formes principales :
- La représentation du moment où Vulcain surprend les amants lors de la trahison de son épouse. La toile Mars et Vénus surpris par Vulcain du Tintoret en est un exemple (1547-1551, Alte Pinakothek, Munich). Ce type d'intrigue est caractéristique de la peinture française du XVIIIe siècle.
- Allégorie de la victoire de l'Amour sur les Arts martiaux. Vénus et Mars se trouvent ensemble sur un lit. Habituellement, Mars est endormi. Les cupidons jouent avec ses armures. Le sujet est caractéristique de la Renaissance. On trouve des exemples chez Carlo Saraceni Vénus et Mars (vers 1600, Musée Thyssen-Bornemisza, Madrid) et Piero di Cosimo Vénus, Mars et Cupidon (1490, Musée d'État, Berlin).

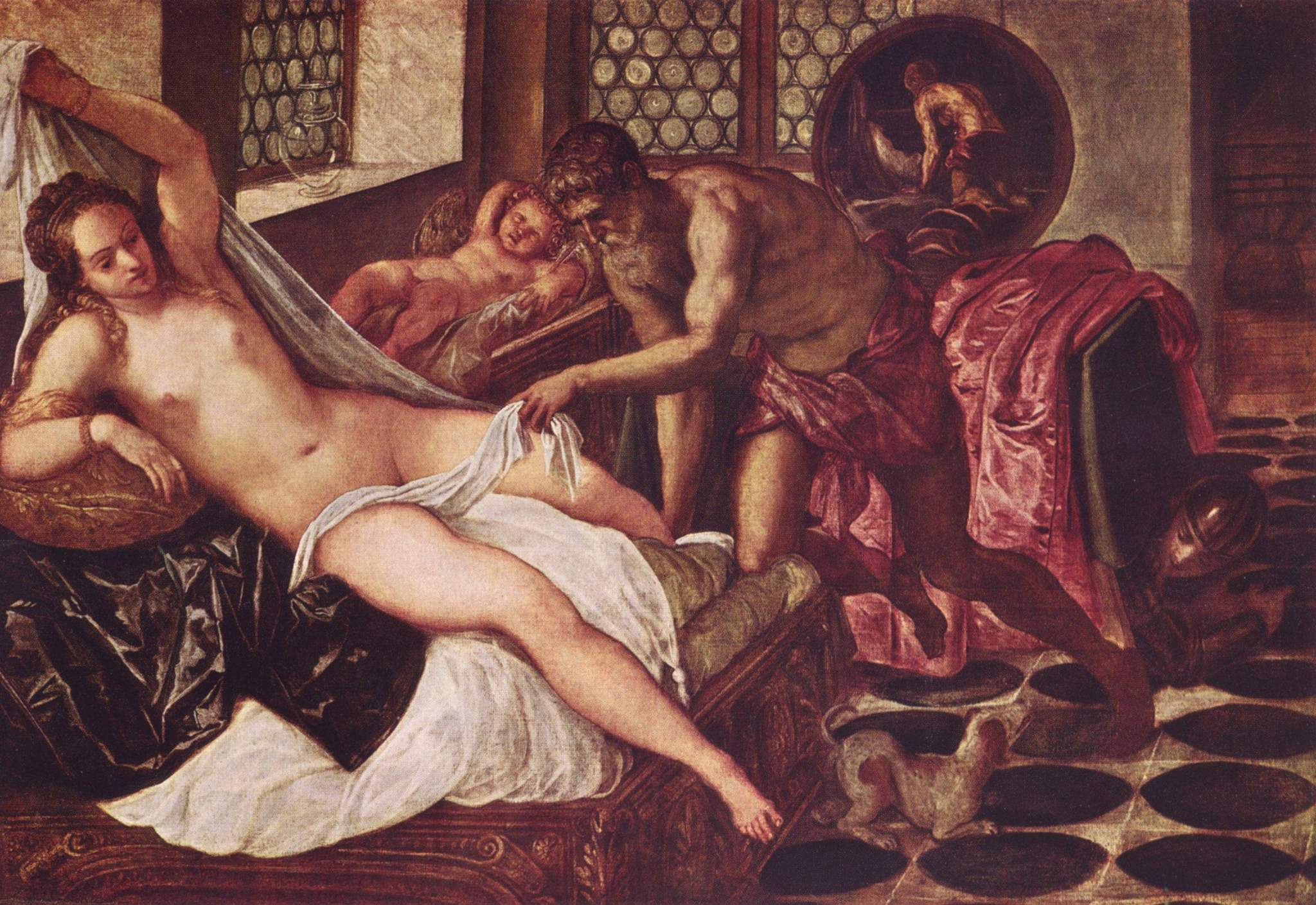
Mars et Vénus surpris par Vulcain, Le Tintoret.
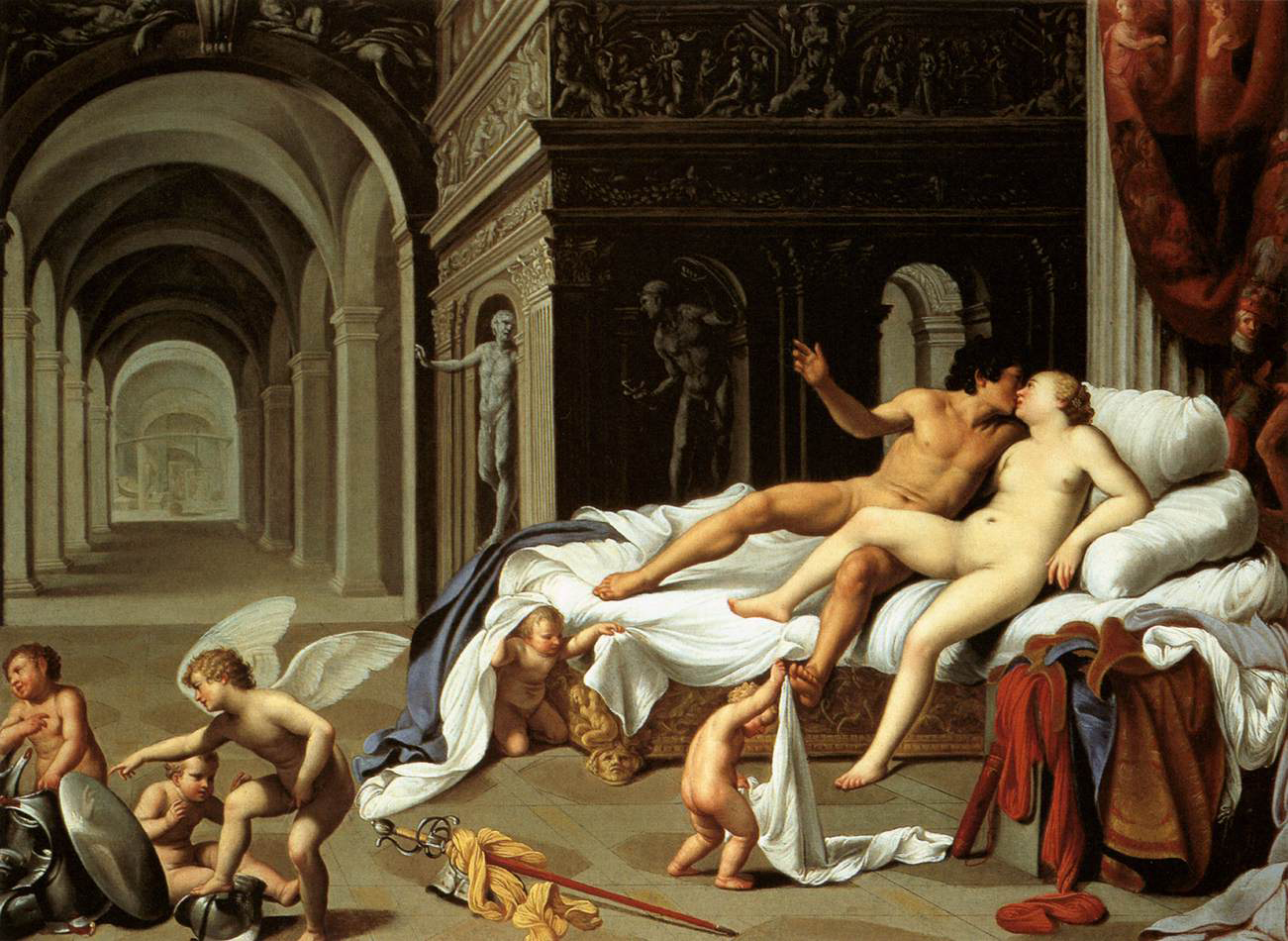
Vénus et Mars, Carlo Saraceni.
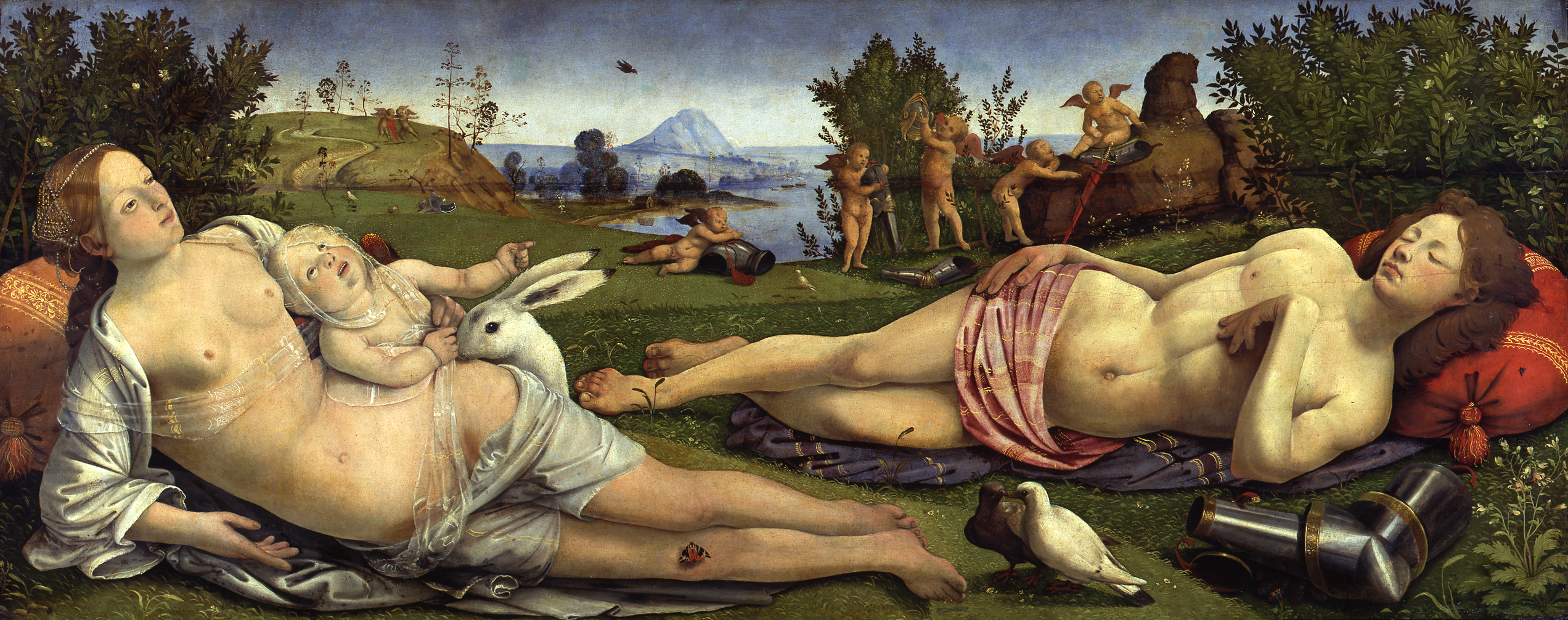
Vénus, Mars et cupidons, Piero di Cosimo (1505).
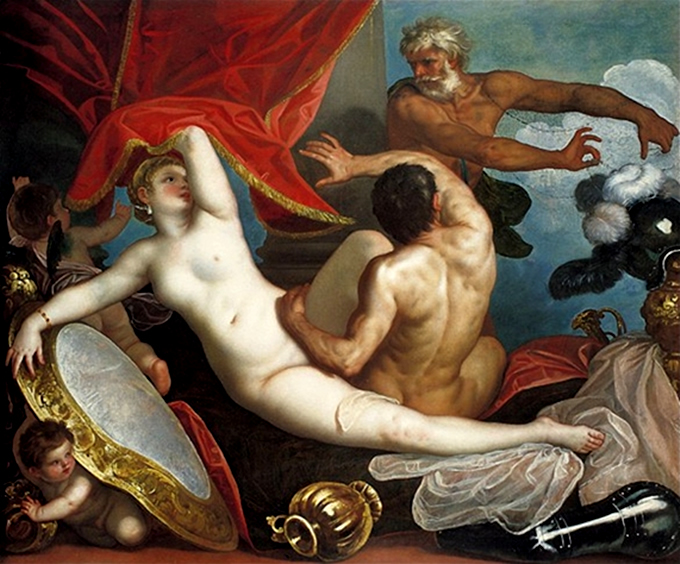
Vénus et Mars surpris par Vulcain, Alessandro Varotari (1631).

Le sujet du tableau du Padovanino est unique par sa référence au jeu d'échecs,, mais aussi parce qu'il fait appel aux deux types de représentation sur le sujet. Vénus, déesse de la beauté, et Mars dieu de la guerre, jouent aux échecs. Mais l'arrière plan du tableau représente Vulcain, le mari de Vénus trompé avec devant lui une cruche de vin. La construction générale du tableau permet d'apprécier l'originalité de l'humour de l'artiste, qui est une des raisons de sa popularité acquise à Venise.
Ce tableau est l'un des nombreux consacrés par l'artiste à l'amour entre les dieux (parmi eux : Vénus, Mars et deux Cupidons, Vénus et Mars surpris par Vulcain ; dans ce dernier tableau Vulcain est représenté de manière semblable au tableau Mars et Vénus jouent aux échecs).

## Description du tableau
Vénus saisit de la main gauche le casque de Mars à la base du plumet de plumes d'autruche, comme si elle voulait l'arracher à un ennemi. Certains historiens y voient un début de déshabillage ou encore la marque de l'impatience de Vénus qui s'ennuie aux échecs du fait que son partenaire est nettement plus faible qu'elle. La déesse est dès lors impatiente, dans sa tenue, de débuter des jeux plus intéressants, ceux de l'amour. De sa main droite, Vénus fait un geste décisif avec une pièce qui va lui apporter la victoire. À l'avant-plan, un petit singe assis entre les joueurs enlève la genouillère du vaincu. Entre les jambes de Vénus, Cupidon vient sans doute évoquer la passion ardente de la déesse pour Mars. Ce dernier est, quant à lui, déprimé en regardant l'échiquier, et de sa main gauche il se saisit la tête pour essayer de retenir son casque.
Il est possible que le tableau de Varotari soit un écho du poème Les Échecs de l'amour (en catalan : Scachs d'amor), écrit par Francí de Castelvi, Narcis Vinyoles et Bernat Fenollar aux environs de 1475. Ce poème décrit symboliquement la bataille de l'amour entre Mars et Vénus. La première strophe décrit le jeu de Mars qui joue avec les blancs, la deuxième le jeu de Vénus, qui joue avec les noirs, et la troisième les commentaires de Mercure sur la partie. Cet ordre en trois parties est conservé tout au long du poème. Le poème contient 64 strophes (soit le nombre de cases sur l'échiquier). Voici à quoi ressemble la partie dans le poème: .1. e4 d5 2. ed Qxd5 3. Nс3 Qd8 4. Bc4 Nf6 5. Nf3 Bg4 6. h3 Bxf3 7. Qxf3 e6 8. Qxb7 Nbd7 9. Nb5 Rс8 10.Nxa7 Nb6 11. Nxc8 Nxc8 12. d4 Nd6 13. Bb5+ Nxb5 14. Qxb5+ Nd7 15. d5 ed 16. Be3 Bd6 17. Rd1 Qf6 18. Rxd5 Qg6 19. Bf4 Bxf4 20. Qxd7+ Kf8 21. Qd8X.
Le tableau de Varotari ne choisit pas la même partie que le poème. Au lieu de Mercure, il représente Vulcain. Vénus ne perd pas, mais gagne au contraire la partie. On peut en conclure que si Varotari connaissait le poème, il a préféré dépeindre une intrigue complètement différente sur son tableau.

## Positions des pièces sur l'échiquier
|   | a | b | c | d | e | f | g | h |   |
| 8 | Fou noir sur case blanche a8 · Fou noir sur case noire a5 · Roi noir sur case noire d4 · Pion blanc sur case blanche b3 · Roi blanc sur case blanche e2 · Dame noire sur case noire e1 | Fou noir sur case blanche a8 · Fou noir sur case noire a5 · Roi noir sur case noire d4 · Pion blanc sur case blanche b3 · Roi blanc sur case blanche e2 · Dame noire sur case noire e1 | Fou noir sur case blanche a8 · Fou noir sur case noire a5 · Roi noir sur case noire d4 · Pion blanc sur case blanche b3 · Roi blanc sur case blanche e2 · Dame noire sur case noire e1 | Fou noir sur case blanche a8 · Fou noir sur case noire a5 · Roi noir sur case noire d4 · Pion blanc sur case blanche b3 · Roi blanc sur case blanche e2 · Dame noire sur case noire e1 | Fou noir sur case blanche a8 · Fou noir sur case noire a5 · Roi noir sur case noire d4 · Pion blanc sur case blanche b3 · Roi blanc sur case blanche e2 · Dame noire sur case noire e1 | Fou noir sur case blanche a8 · Fou noir sur case noire a5 · Roi noir sur case noire d4 · Pion blanc sur case blanche b3 · Roi blanc sur case blanche e2 · Dame noire sur case noire e1 | Fou noir sur case blanche a8 · Fou noir sur case noire a5 · Roi noir sur case noire d4 · Pion blanc sur case blanche b3 · Roi blanc sur case blanche e2 · Dame noire sur case noire e1 | Fou noir sur case blanche a8 · Fou noir sur case noire a5 · Roi noir sur case noire d4 · Pion blanc sur case blanche b3 · Roi blanc sur case blanche e2 · Dame noire sur case noire e1 | 8 |
| 7 | Fou noir sur case blanche a8 · Fou noir sur case noire a5 · Roi noir sur case noire d4 · Pion blanc sur case blanche b3 · Roi blanc sur case blanche e2 · Dame noire sur case noire e1 | Fou noir sur case blanche a8 · Fou noir sur case noire a5 · Roi noir sur case noire d4 · Pion blanc sur case blanche b3 · Roi blanc sur case blanche e2 · Dame noire sur case noire e1 | Fou noir sur case blanche a8 · Fou noir sur case noire a5 · Roi noir sur case noire d4 · Pion blanc sur case blanche b3 · Roi blanc sur case blanche e2 · Dame noire sur case noire e1 | Fou noir sur case blanche a8 · Fou noir sur case noire a5 · Roi noir sur case noire d4 · Pion blanc sur case blanche b3 · Roi blanc sur case blanche e2 · Dame noire sur case noire e1 | Fou noir sur case blanche a8 · Fou noir sur case noire a5 · Roi noir sur case noire d4 · Pion blanc sur case blanche b3 · Roi blanc sur case blanche e2 · Dame noire sur case noire e1 | Fou noir sur case blanche a8 · Fou noir sur case noire a5 · Roi noir sur case noire d4 · Pion blanc sur case blanche b3 · Roi blanc sur case blanche e2 · Dame noire sur case noire e1 | Fou noir sur case blanche a8 · Fou noir sur case noire a5 · Roi noir sur case noire d4 · Pion blanc sur case blanche b3 · Roi blanc sur case blanche e2 · Dame noire sur case noire e1 | Fou noir sur case blanche a8 · Fou noir sur case noire a5 · Roi noir sur case noire d4 · Pion blanc sur case blanche b3 · Roi blanc sur case blanche e2 · Dame noire sur case noire e1 | 7 |
| 6 | Fou noir sur case blanche a8 · Fou noir sur case noire a5 · Roi noir sur case noire d4 · Pion blanc sur case blanche b3 · Roi blanc sur case blanche e2 · Dame noire sur case noire e1 | Fou noir sur case blanche a8 · Fou noir sur case noire a5 · Roi noir sur case noire d4 · Pion blanc sur case blanche b3 · Roi blanc sur case blanche e2 · Dame noire sur case noire e1 | Fou noir sur case blanche a8 · Fou noir sur case noire a5 · Roi noir sur case noire d4 · Pion blanc sur case blanche b3 · Roi blanc sur case blanche e2 · Dame noire sur case noire e1 | Fou noir sur case blanche a8 · Fou noir sur case noire a5 · Roi noir sur case noire d4 · Pion blanc sur case blanche b3 · Roi blanc sur case blanche e2 · Dame noire sur case noire e1 | Fou noir sur case blanche a8 · Fou noir sur case noire a5 · Roi noir sur case noire d4 · Pion blanc sur case blanche b3 · Roi blanc sur case blanche e2 · Dame noire sur case noire e1 | Fou noir sur case blanche a8 · Fou noir sur case noire a5 · Roi noir sur case noire d4 · Pion blanc sur case blanche b3 · Roi blanc sur case blanche e2 · Dame noire sur case noire e1 | Fou noir sur case blanche a8 · Fou noir sur case noire a5 · Roi noir sur case noire d4 · Pion blanc sur case blanche b3 · Roi blanc sur case blanche e2 · Dame noire sur case noire e1 | Fou noir sur case blanche a8 · Fou noir sur case noire a5 · Roi noir sur case noire d4 · Pion blanc sur case blanche b3 · Roi blanc sur case blanche e2 · Dame noire sur case noire e1 | 6 |
| 5 | Fou noir sur case blanche a8 · Fou noir sur case noire a5 · Roi noir sur case noire d4 · Pion blanc sur case blanche b3 · Roi blanc sur case blanche e2 · Dame noire sur case noire e1 | Fou noir sur case blanche a8 · Fou noir sur case noire a5 · Roi noir sur case noire d4 · Pion blanc sur case blanche b3 · Roi blanc sur case blanche e2 · Dame noire sur case noire e1 | Fou noir sur case blanche a8 · Fou noir sur case noire a5 · Roi noir sur case noire d4 · Pion blanc sur case blanche b3 · Roi blanc sur case blanche e2 · Dame noire sur case noire e1 | Fou noir sur case blanche a8 · Fou noir sur case noire a5 · Roi noir sur case noire d4 · Pion blanc sur case blanche b3 · Roi blanc sur case blanche e2 · Dame noire sur case noire e1 | Fou noir sur case blanche a8 · Fou noir sur case noire a5 · Roi noir sur case noire d4 · Pion blanc sur case blanche b3 · Roi blanc sur case blanche e2 · Dame noire sur case noire e1 | Fou noir sur case blanche a8 · Fou noir sur case noire a5 · Roi noir sur case noire d4 · Pion blanc sur case blanche b3 · Roi blanc sur case blanche e2 · Dame noire sur case noire e1 | Fou noir sur case blanche a8 · Fou noir sur case noire a5 · Roi noir sur case noire d4 · Pion blanc sur case blanche b3 · Roi blanc sur case blanche e2 · Dame noire sur case noire e1 | Fou noir sur case blanche a8 · Fou noir sur case noire a5 · Roi noir sur case noire d4 · Pion blanc sur case blanche b3 · Roi blanc sur case blanche e2 · Dame noire sur case noire e1 | 5 |
| 4 | Fou noir sur case blanche a8 · Fou noir sur case noire a5 · Roi noir sur case noire d4 · Pion blanc sur case blanche b3 · Roi blanc sur case blanche e2 · Dame noire sur case noire e1 | Fou noir sur case blanche a8 · Fou noir sur case noire a5 · Roi noir sur case noire d4 · Pion blanc sur case blanche b3 · Roi blanc sur case blanche e2 · Dame noire sur case noire e1 | Fou noir sur case blanche a8 · Fou noir sur case noire a5 · Roi noir sur case noire d4 · Pion blanc sur case blanche b3 · Roi blanc sur case blanche e2 · Dame noire sur case noire e1 | Fou noir sur case blanche a8 · Fou noir sur case noire a5 · Roi noir sur case noire d4 · Pion blanc sur case blanche b3 · Roi blanc sur case blanche e2 · Dame noire sur case noire e1 | Fou noir sur case blanche a8 · Fou noir sur case noire a5 · Roi noir sur case noire d4 · Pion blanc sur case blanche b3 · Roi blanc sur case blanche e2 · Dame noire sur case noire e1 | Fou noir sur case blanche a8 · Fou noir sur case noire a5 · Roi noir sur case noire d4 · Pion blanc sur case blanche b3 · Roi blanc sur case blanche e2 · Dame noire sur case noire e1 | Fou noir sur case blanche a8 · Fou noir sur case noire a5 · Roi noir sur case noire d4 · Pion blanc sur case blanche b3 · Roi blanc sur case blanche e2 · Dame noire sur case noire e1 | Fou noir sur case blanche a8 · Fou noir sur case noire a5 · Roi noir sur case noire d4 · Pion blanc sur case blanche b3 · Roi blanc sur case blanche e2 · Dame noire sur case noire e1 | 4 |
| 3 | Fou noir sur case blanche a8 · Fou noir sur case noire a5 · Roi noir sur case noire d4 · Pion blanc sur case blanche b3 · Roi blanc sur case blanche e2 · Dame noire sur case noire e1 | Fou noir sur case blanche a8 · Fou noir sur case noire a5 · Roi noir sur case noire d4 · Pion blanc sur case blanche b3 · Roi blanc sur case blanche e2 · Dame noire sur case noire e1 | Fou noir sur case blanche a8 · Fou noir sur case noire a5 · Roi noir sur case noire d4 · Pion blanc sur case blanche b3 · Roi blanc sur case blanche e2 · Dame noire sur case noire e1 | Fou noir sur case blanche a8 · Fou noir sur case noire a5 · Roi noir sur case noire d4 · Pion blanc sur case blanche b3 · Roi blanc sur case blanche e2 · Dame noire sur case noire e1 | Fou noir sur case blanche a8 · Fou noir sur case noire a5 · Roi noir sur case noire d4 · Pion blanc sur case blanche b3 · Roi blanc sur case blanche e2 · Dame noire sur case noire e1 | Fou noir sur case blanche a8 · Fou noir sur case noire a5 · Roi noir sur case noire d4 · Pion blanc sur case blanche b3 · Roi blanc sur case blanche e2 · Dame noire sur case noire e1 | Fou noir sur case blanche a8 · Fou noir sur case noire a5 · Roi noir sur case noire d4 · Pion blanc sur case blanche b3 · Roi blanc sur case blanche e2 · Dame noire sur case noire e1 | Fou noir sur case blanche a8 · Fou noir sur case noire a5 · Roi noir sur case noire d4 · Pion blanc sur case blanche b3 · Roi blanc sur case blanche e2 · Dame noire sur case noire e1 | 3 |
| 2 | Fou noir sur case blanche a8 · Fou noir sur case noire a5 · Roi noir sur case noire d4 · Pion blanc sur case blanche b3 · Roi blanc sur case blanche e2 · Dame noire sur case noire e1 | Fou noir sur case blanche a8 · Fou noir sur case noire a5 · Roi noir sur case noire d4 · Pion blanc sur case blanche b3 · Roi blanc sur case blanche e2 · Dame noire sur case noire e1 | Fou noir sur case blanche a8 · Fou noir sur case noire a5 · Roi noir sur case noire d4 · Pion blanc sur case blanche b3 · Roi blanc sur case blanche e2 · Dame noire sur case noire e1 | Fou noir sur case blanche a8 · Fou noir sur case noire a5 · Roi noir sur case noire d4 · Pion blanc sur case blanche b3 · Roi blanc sur case blanche e2 · Dame noire sur case noire e1 | Fou noir sur case blanche a8 · Fou noir sur case noire a5 · Roi noir sur case noire d4 · Pion blanc sur case blanche b3 · Roi blanc sur case blanche e2 · Dame noire sur case noire e1 | Fou noir sur case blanche a8 · Fou noir sur case noire a5 · Roi noir sur case noire d4 · Pion blanc sur case blanche b3 · Roi blanc sur case blanche e2 · Dame noire sur case noire e1 | Fou noir sur case blanche a8 · Fou noir sur case noire a5 · Roi noir sur case noire d4 · Pion blanc sur case blanche b3 · Roi blanc sur case blanche e2 · Dame noire sur case noire e1 | Fou noir sur case blanche a8 · Fou noir sur case noire a5 · Roi noir sur case noire d4 · Pion blanc sur case blanche b3 · Roi blanc sur case blanche e2 · Dame noire sur case noire e1 | 2 |
| 1 | Fou noir sur case blanche a8 · Fou noir sur case noire a5 · Roi noir sur case noire d4 · Pion blanc sur case blanche b3 · Roi blanc sur case blanche e2 · Dame noire sur case noire e1 | Fou noir sur case blanche a8 · Fou noir sur case noire a5 · Roi noir sur case noire d4 · Pion blanc sur case blanche b3 · Roi blanc sur case blanche e2 · Dame noire sur case noire e1 | Fou noir sur case blanche a8 · Fou noir sur case noire a5 · Roi noir sur case noire d4 · Pion blanc sur case blanche b3 · Roi blanc sur case blanche e2 · Dame noire sur case noire e1 | Fou noir sur case blanche a8 · Fou noir sur case noire a5 · Roi noir sur case noire d4 · Pion blanc sur case blanche b3 · Roi blanc sur case blanche e2 · Dame noire sur case noire e1 | Fou noir sur case blanche a8 · Fou noir sur case noire a5 · Roi noir sur case noire d4 · Pion blanc sur case blanche b3 · Roi blanc sur case blanche e2 · Dame noire sur case noire e1 | Fou noir sur case blanche a8 · Fou noir sur case noire a5 · Roi noir sur case noire d4 · Pion blanc sur case blanche b3 · Roi blanc sur case blanche e2 · Dame noire sur case noire e1 | Fou noir sur case blanche a8 · Fou noir sur case noire a5 · Roi noir sur case noire d4 · Pion blanc sur case blanche b3 · Roi blanc sur case blanche e2 · Dame noire sur case noire e1 | Fou noir sur case blanche a8 · Fou noir sur case noire a5 · Roi noir sur case noire d4 · Pion blanc sur case blanche b3 · Roi blanc sur case blanche e2 · Dame noire sur case noire e1 | 1 |
|   | a | b | c | d | e | f | g | h |   |

L'échiquier est représenté un peu incliné sur le tableau et cela déforme les proportions. Mais les positions restent assez facilement visibles. Vénus joue avec deux doigts la pièce de la dame pour la placer en е1 (avant cela, à en juger par le mouvement de sa main, la reine se tenait en a1, b1 ou c1 ) et place son adversaire en échec et mat.